# Ndava
Ndava är en kommun i Burundi. Den ligger i provinsen Mwaro, i den centrala delen av landet, 40 km öster om Burundis största stad Bujumbura.